# Valle de Biar

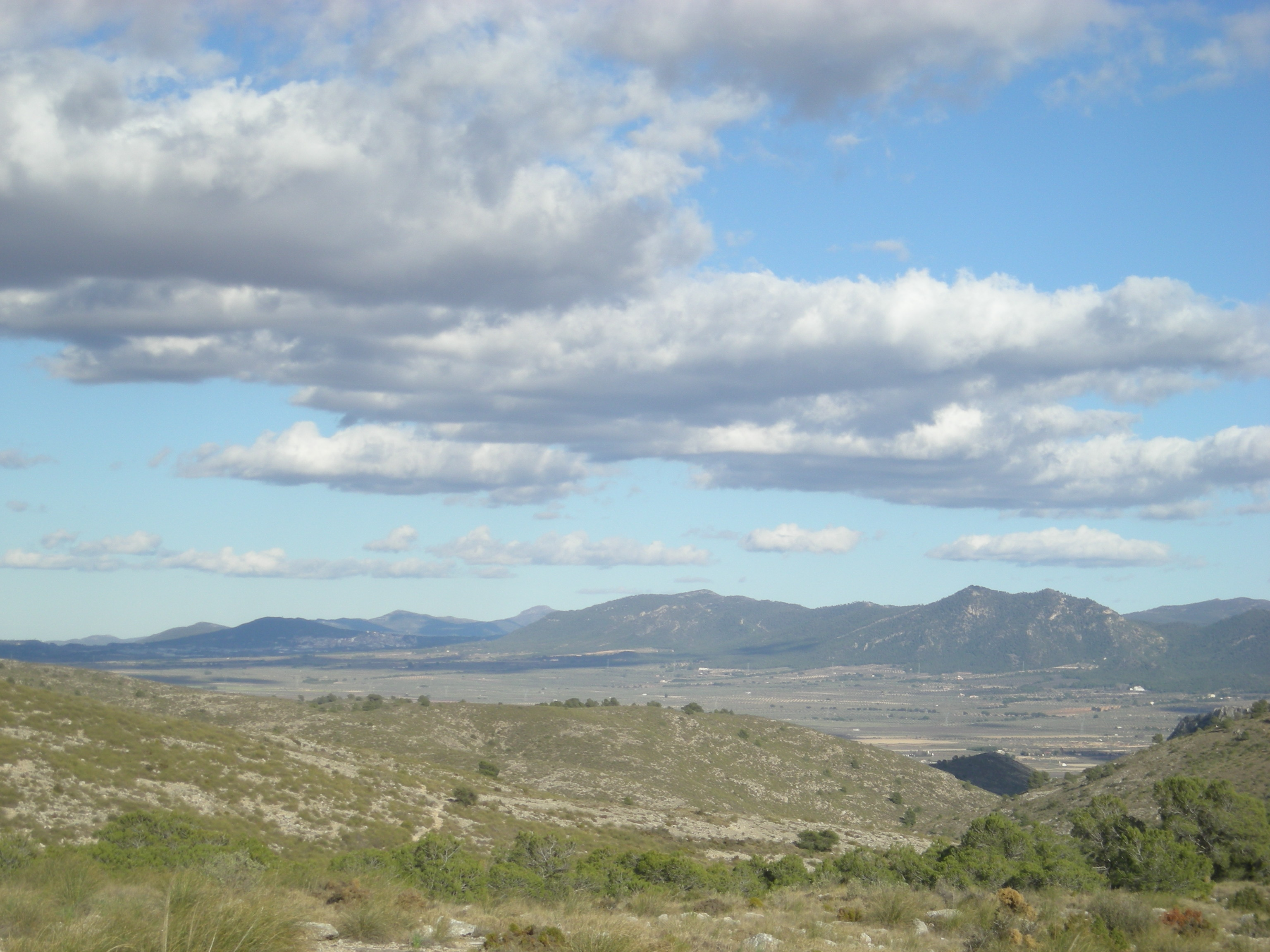
Vista del Valle de Biar desde la Sierra de la Villa. Se distingue el barranco del Toconar y tras él el valle propiamente dicho, cerrado por las estribaciones de la Sierra de Mariola. Al fondo a la derecha queda Bañeres, detrás del cual resaltan las formaciones montañosas del Valle de Albaida.

El Valle de Biar es una subcomarca natural e histórica de la provincia de Alicante (España). Está formada por los municipios de Bañeres, Benejama, Biar, Campo de Mirra y Cañada, en el noroeste de la provincia. No está reconocida como Demarcación Territorial Homologada (DTH) por la Generalidad Valenciana, que la incluye en el Alto Vinalopó. Limita con el Valle de Albaida al norte, la Hoya de Castalla y los Valles de Alcoy al este, y con los términos de Villena y Sax al sur y el oeste.

## Geografía
Se trata de un valle roedado de montañas por el que discurre el curso alto del río Vinalopó, que avanza desde Bañeres en dirección NE SO hacia Villena. En el sector oriental queda dividida en dos mitades, el valle de Biar y el de Benejama, por un continuo de pequeñas elevaciones que se extienden desde el Campo de Mirra y que acaba convirtiéndose en la Sierra de la Villa o de San Cristóbal, una pequeña sierra que acoge a la ciudad de Villena en su extremo sur. Al norte el valle queda cerrado por la Sierra de la Solana y al sur por la de Biar, prolongación de la Sierra de Mariola. El valle se encuentra entre los 500 y los 700 m s. n. m., pero las sierras superan los 1000 m. El pico más alto es el Reconco (1206 m).

## Delimitaciones históricas

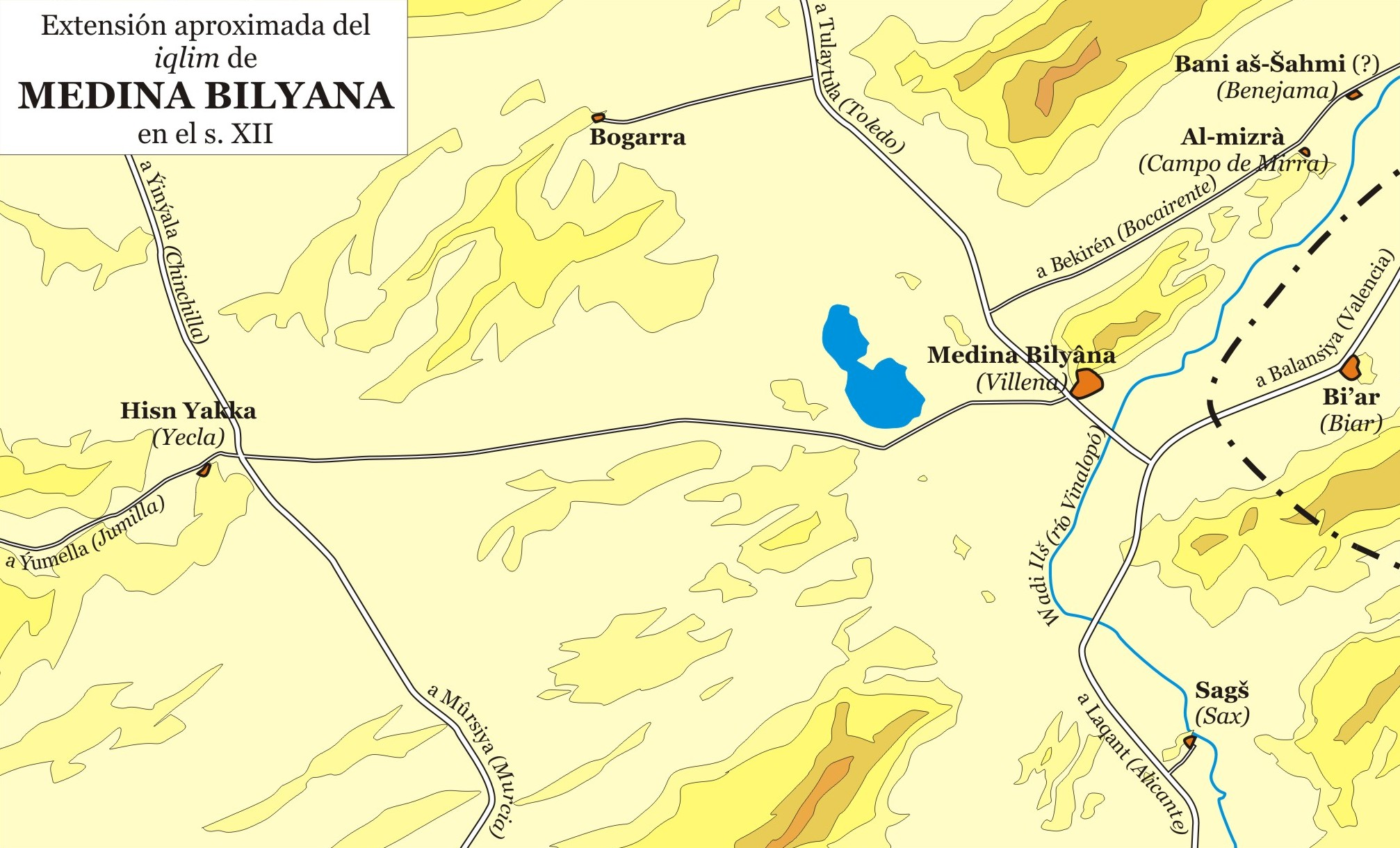
Iqlim medieval de Villena.

Históricamente las poblaciones circundantes a Biar denominaban como Valle de Biar al valle natural formado entre la Sierra de la Villa y la Sierra del Fraile y de Biar, creando un corredor desde Villena y Peña Rubia, en dirección noreste, hasta la Sierra de Mariola. Limita al suroeste con el término de Villena y al noreste con el de Bañeres de Mariola  Sin embargo, tras la conquista cristiana, las alquerías de Benejama, Cañada y Campo de Mirra, que habían pertenecido al Iqlim de Medina Bilyana (Villena), pasan a depender de la aragonesa Biar, al quedar separadas cuando Villena permanece en el reino castellano, según el Tratado de Almizra. Esta división del territorio en distintos reinos añadiría al término Biar estas alquerías, por lo que con el tiempo, la denominación Valle de Biar pasaría a asociarse al término de la villa de Biar, que incluía ahora otro valle, el de Benejama, únicamente separados por la Sierra de la Villa.
De esta forma el "valle de Biar" estaría formado por los municipios que hasta 1797 formaron parte del término de Biar junto con Bañeres. A finales del siglo XVIII, Cavanilles establece una demarcación llamada Mariola, integrada por el Valle de Agres y el de Biar. En sus "Observaciones", describe el último más objetivamente de la siguiente manera:

El valle de Biar propiamente dicho es lo más occidental del reino (de València) por aquella parte; tiene al norte la sierra de Agullent y al sur la de Biar, separadas por una larga legua de llanuras que de oriente a poniente se extiende legua y media entre los términos de Bañeres y Villena.

El valle de Biar ha sido incluido en varias comarcas en las distintas propuestas de comarcalización. Felip Mateu i Llopis la incluyó en la Ilicitana, mientras que Emili Beüt (1934) y Joan Soler (1970) la incluyen junto con el Valle de Alcoy y la Hoya de Alcoy respectivamente. La de Bernardí Cabrer y Mª José Ribera (1979), la unía a los Planos de Villena y la Hoya de Castalla. La decisión de la Generalidad Valenciana de incluirla en el Alto Vinalopó (a excepción de Bañeres) al redactar las DTH en 1987 se debió a diversos motivos. Por una parte, estas localidades habían pertenecido al partido judicial de Villena desde finales del siglo XIX, y por otra, presentan una fuerte atracción económica hacia esta última localidad, que ejerce de cabecera regional y centro comarcal.